# マット・デン・デッカー
マシュー・ゲリット・デン・デッカー（Matthew Gerrit den Dekker, 1987年8月10日 - ）は、 アメリカ合衆国フロリダ州ブロワード郡フォートローダーデール出身の元プロ野球選手（外野手）。左投左打。
ケビン・チャップマンは従兄弟にあたる。

## 経歴
フロリダ大学時代は第24回ハーレムベースボールウィーク、第4回世界大学野球選手権大会のアメリカ合衆国代表に選出された。世界大学野球選手権の決勝・日本戦では延長12回表1死1・2塁の好機で右前打を放ったが、右翼手・松本啓二朗の本塁への好返球でランナーのトミー・メンドーサが刺殺された。しかし直後に1点を入れ勝利し、金メダルを獲得した。
2009年のMLBドラフト16巡目（全体475位）でピッツバーグ・パイレーツから指名されたが入団せず。
2010年のMLBドラフト5巡目（全体152位）でニューヨーク・メッツから指名され、7月22日に入団。傘下のルーキー級ガルフ・コーストリーグ・メッツでは5試合に出場。その後、A級サバンナ・サンドナッツに昇格。27試合に出場し、打率.346・15打点・3盗塁だった。
2011年は開幕をA+級セントルーシー・メッツで迎え、67試合に出場。打率.296・6本塁打・36打点・12盗塁の成績で6月22日にAA級ビンガムトン・メッツに昇格。72試合に出場し、打率.235・11本塁打・32打点・12盗塁だった。
2012年はメジャーのスプリングトレーニングに参加。開幕をAA級ビンガムトンで迎え、58試合に出場。打率.340・8本塁打・29打点・10盗塁の好成績で6月下旬にAAA級バッファロー・バイソンズに昇格。77試合に出場し、打率.220・9本塁打・47打点・11盗塁だった。
2013年もメジャーのスプリングトレーニングに参加。9試合に出場したが、3月24日のデトロイト・タイガース戦でオースティン・ジャクソンが放った飛球の捕球を試みた際に右手首を故障。A+級セントルーシーからスタートした。7月にAAA級ラスベガス・フィフティワンズへ昇格し、53試合に出場。8月27日にメジャー初昇格を果たした。8月29日のフィラデルフィア・フィリーズ戦でメジャーデビュー。「6番・中堅手」でスタメン起用され、5打数1安打だった。9月1日のワシントン・ナショナルズ戦ではロス・オーレンドルフから初本塁打を記録した。
2015年3月30日にジェリー・ブレビンスとのトレードで、ナショナルズへ移籍した。加入1年目は55試合に出場し、打率.253・5本塁打・12打点という成績を記録。特に本塁打は、過去2シーズンで通算1本だったのが激増した。守備では外野の全ポジションを守り分け、内訳としては左翼手27試合・右翼手10試合・中堅手2試合だった。通算で1失策・DRS +2と安定した守備力を見せた。
2016年9月3日に40人枠外となり、傘下のAAA級シラキュース・チーフスへ配属された。オフの11月7日にFAとなった。11月30日にマイアミ・マーリンズとマイナー契約を結んだ。
2017年は開幕から傘下のAAA級ニューオーリンズ・ベビーケークスでプレーしていたが、5月2日に自由契約となった。5月20日にタイガースとマイナー契約を結び、傘下のAAA級トレド・マッドヘンズへ配属された。6月23日にメジャー契約を結んでアクティブ・ロースター入りした。7月5日にDFAとなった。7月9日に40人枠から外れる形でAAA級トレドに降格し、10月2日にFAとなった。
2018年2月15日にプロ入り時の古巣であるメッツとマイナー契約を結び、同年のスプリングトレーニングに招待選手として参加することになった。開幕はAAA級ラスベガスで迎え、7月11日にメジャー契約を結んでアクティブ・ロースター入りした。しかし、8試合に出場して18打数無安打と結果を残せず、7月27日にDFAとなり、30日にマイナー契約でAAA級ラスベガスへ配属された。
2019年3月26日に独立リーグ・アトランティックリーグのロングアイランド・ダックスと契約。6月7日に現役引退を表明した。

## 詳細情報

### 年度別打撃成績
| 年 度        | 球 団        | 試 合 | 打 席 | 打 数 | 得 点 | 安 打 | 二 塁 打 | 三 塁 打 | 本 塁 打 | 塁 打 | 打 点 | 盗 塁 | 盗 塁 死 | 犠 打 | 犠 飛 | 四 球 | 敬 遠 | 死 球 | 三 振 | 併 殺 打 | 打 率 | 出 塁 率 | 長 打 率 | O P S |
| ------------ | ------------ | ----- | ----- | ----- | ----- | ----- | -------- | -------- | -------- | ----- | ----- | ----- | -------- | ----- | ----- | ----- | ----- | ----- | ----- | -------- | ----- | -------- | -------- | ----- |
| 2013         | NYM          | 27    | 63    | 58    | 7     | 12    | 1        | 0        | 1        | 16    | 6     | 4     | 1        | 0     | 0     | 4     | 0     | 1     | 23    | 0        | .207  | .270     | .276     | .546  |
| 2014         | NYM          | 53    | 174   | 152   | 23    | 38    | 11       | 0        | 0        | 49    | 7     | 7     | 4        | 0     | 0     | 21    | 0     | 1     | 34    | 1        | .250  | .345     | .322     | .667  |
| 2015         | WSH          | 55    | 110   | 99    | 12    | 25    | 6        | 1        | 5        | 48    | 12    | 0     | 1        | 2     | 0     | 9     | 0     | 0     | 20    | 0        | .253  | .315     | .485     | .800  |
| 2016         | WSH          | 19    | 39    | 34    | 3     | 6     | 1        | 0        | 1        | 10    | 4     | 1     | 0        | 0     | 0     | 4     | 0     | 1     | 10    | 0        | .176  | .282     | .294     | .576  |
| 2017         | DET          | 4     | 8     | 7     | 1     | 1     | 0        | 0        | 0        | 1     | 0     | 0     | 0        | 0     | 0     | 1     | 0     | 0     | 4     | 0        | .143  | .250     | .143     | .393  |
| 2018         | NYM          | 8     | 21    | 18    | 0     | 0     | 0        | 0        | 0        | 0     | 1     | 0     | 0        | 0     | 1     | 2     | 0     | 0     | 9     | 0        | .000  | .095     | .000     | .095  |
| MLB通算：6年 | MLB通算：6年 | 166   | 415   | 368   | 46    | 82    | 19       | 1        | 7        | 124   | 30    | 12    | 6        | 2     | 1     | 41    | 0     | 3     | 100   | 1        | .223  | .305     | .337     | .642  |

### 背番号
- 6（2013年 - 2014年）
- 21（2015年 - 2017年）
- 23（2018年）

### 代表歴
- 2008 ハーレムベースボールウィーク アメリカ合衆国代表
- 2008年世界大学野球選手権大会アメリカ合衆国代表